# Klätterpungdjur
Klätterpungdjur, fingerpungdjur eller falangrar (Phalangeridae) är en familj i underklassen pungdjur bland däggdjuren. Det finns sex släkten med tillsammans 25 arter.

## Utbredningsområde
Klätterpungdjur lever i Australien, Nya Guinea, östra Indonesien (Sulawesi och Timor) och Salomonöarna. De har satts ut av människor i Nya Zeeland och beståndet där har ökat betydligt.

## Utseende
Klätterpungdjur är medelstora djur med kraftig kropp. Med sitt korta huvud och framåtriktade ögon liknar de avlägset primaterna. Deras svans är lång och har mestadels päls men svansens spets saknar nästan hår. De har klor vid nästan alla tår med undantag av stortån vid bakfoten. För att få bättre tag vid grenar och kvistar har de en motsättlig tå vid varje bakfot och dessutom är det första och andra fingret vid framtassen motsättliga. Kroppens päls är tät och ullig med en färg som varierar mellan svart, grå, vit- och rödaktig, ofta finns prickar eller strimmor i annan färg. I honans väl utvecklade pung (marsupium) finns två till fyra spenar.
Kroppslängden (huvud och bål) varierar mellan 32 och 65 cm. Därtill kommer en 24 till 61 cm lång svans.
Tandformeln är I 3/2 C 1/0 P 1/1-2 M 4/4, alltså 34 till 36 tänder.

## Beteende och föda
Vuxna individer lever vanligen ensam och försvarar ett revir som markeras med körtelvätska, saliv, urin och avföring. Ibland förekommer mindre grupper med upp till fyra medlemmar, till exempel hos Sulawesikuskus.
Arterna i denna familj är huvudsakligen växtätare. De äter löv, frukt och blommor. Sällan tar de insekter eller mindre ryggradsdjur som föda. Liksom nära besläktade pungdjur har de en stor blindtarm för en bättre sönderdelning av den fiberrika födan. Däremot är tänderna inte lika bra anpassade till växtämnen som hos andra pungdjur. Enda undantaget är arten Phalanger gymnotis som huvudsakligen är köttätare.

## Fortplantning
Efter en kort dräktighet som varar 14 till 18 dagar föder honan upp till tre ungar. Av dessa får oftast bara en unge di i pungen. Pungen är välutvecklad och har öppningen mot moderns huvud. Ungdjuret förblir oftast ett år i pungen och når efter två till tre år könsmognad. Klätterpungdjur kan bli upp till tio år gamla.

## Hot
Medan arterna i släktet Trichosurus, som förekommer även i städer, tillhör de talrikaste pungdjuren lider andra arter av förstörelsen av deras levnadsområde och av jakt. För många arter saknas information och IUCN listar tre arter som akut hotade (critically endangered).

## Systematik
Familjen indelas i sex släkten:
- Ailurops
- Strigocuscus
- pungrävar (Trichosurus)
- fjällsvanspungdjur (Wyulda), en art
- fläckkuskusar (Spilocuscus)
- kuskusar (Phalanger)

## Bildgalleri

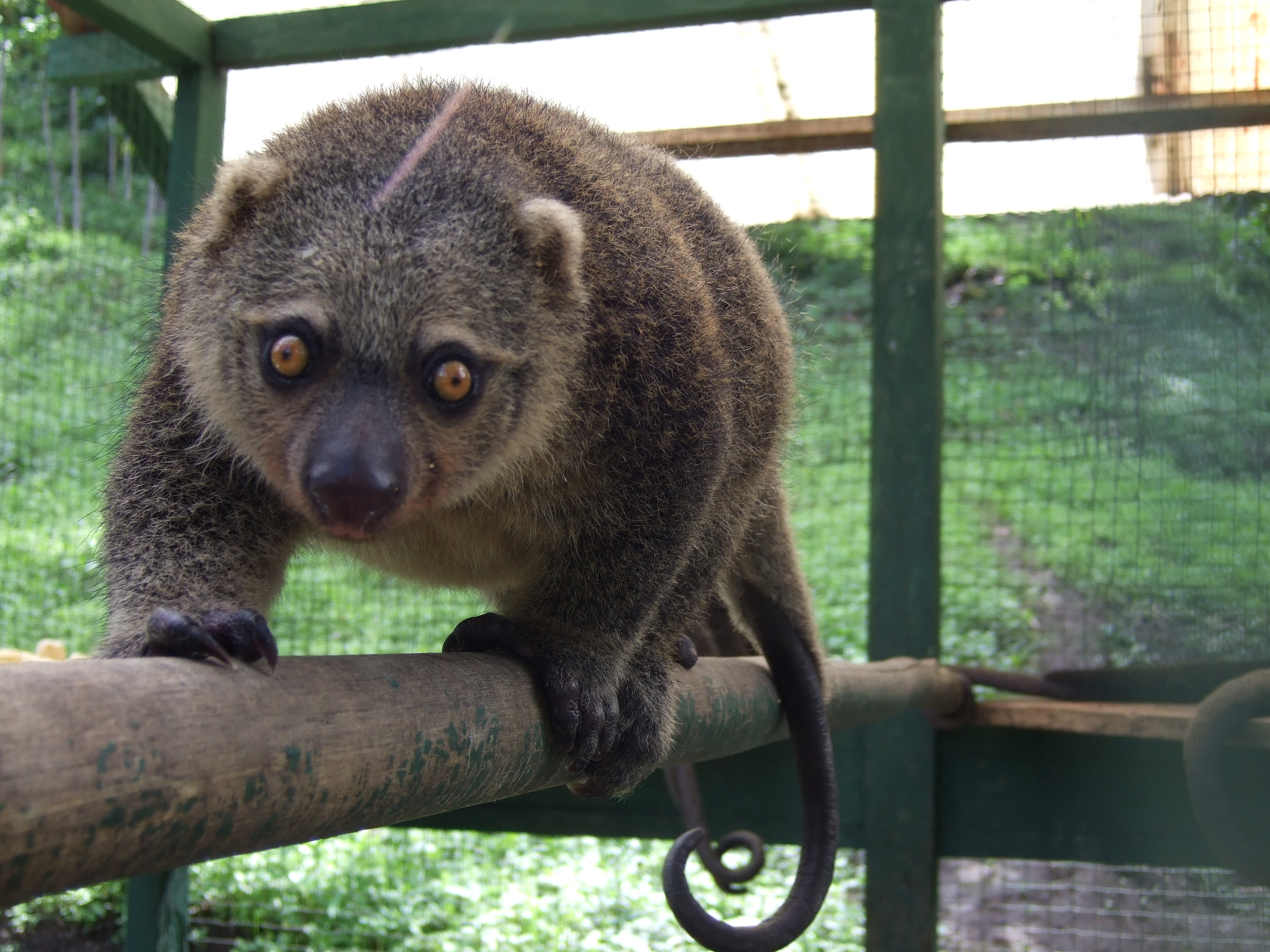
Sulawesikuskus (Ailurops ursinus)
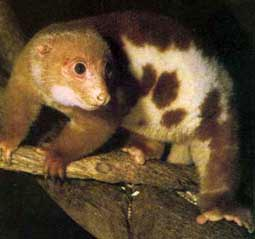
Fläckkuskus (Spilocuscus maculatus)
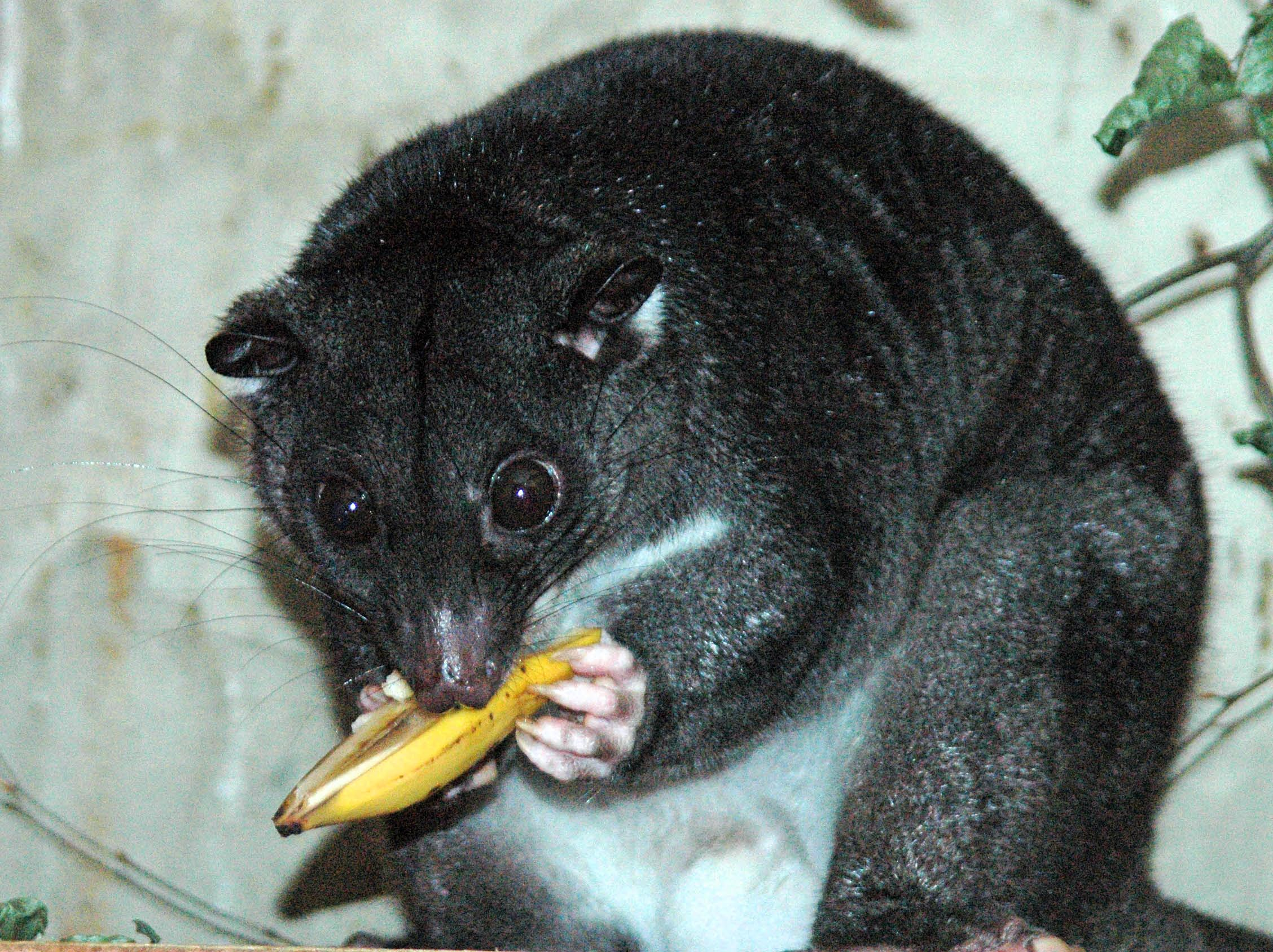
Phalanger gymnotis